# Iván Cepeda Castro
Iván Cepeda Castro (Bogotà, 24 d'octubre de 1962) és un polític, defensor dels drets humans i filòsof colombià. Fou representant al Parlament entre 2010 i 2014 i actualment és senador pel Pol Democràtic Alternatiu. És el portaveu oficial de el Moviment de Víctimes de Crims d'Estat (MOVICE), organització fundada el 2003 amb la finalitat d'agrupar als familiars de víctimes de crims de lesa humanitat i les organitzacions que treballen pels drets humans. La seva tasca en el camp dels drets humans el va fer mereixedor del Premi Medalla de la Llibertat Roger Baldwin el 2007.

## Biografia
És el fill gran de l'activista Yira Castro i del dirigent del Partit Comunista Colombià i congressista pel partit Unió Patriòtica, Manuel Cepeda Vargas, que va ser assassinat als carrers de Bogotà el 9 d'agost de 1994 en el marc dels atacs de paramilitars contra la Unió Patriòtica, en els quals dos candidats presidencials, 8 congressistes, 13 diputats, 70 regidors, 11 alcaldes i milers dels seus militants van ser assassinats.
El gener de 2021, fou una de les 50 personalitats que signar el manifest «Dialogue for Catalonia», promogut per Òmnium Cultural i publicat a The Washington Post i The Guardian, a favor de l'amnistia dels presos polítics catalans i del dret d'autodeterminació en el context del procés independentista català. Els signants lamentaren la judicialització del conflicte polític català i conclogueren que aquesta via, lluny de resoldre'l, l'agreuja: «ha comportat una repressió creixent i cap solució». Alhora, feren una crida al «diàleg sense condicions» de les parts «que permeti a la ciutadania de Catalunya decidir el seu futur polític» i exigiren la fi de la repressió i l'amnistia per als represaliats.